# Отто Ванз
Отто Ванз (нім. Otto Wanz; нар. 13 червня 1943, Ґрац — пом. 14 вересня 2017, Ґрац) — колишній австрійський професійний реслер і боксер. В реслінгу дебютував в 1976 році в American Wrestling Association. Серед його найвідоміших міжнародних опонентів були Антоніо Ченці, Бичача сила і Андре Гігант. Він був одним з небагатьох реслерів, які мали схожу статуру як Андре Гігант і Йокодзуна. Ванз організовував змагання в Австрії, які називаються «Австрійські гіганти». Також поставив кілька рекордів з розривання книжок.

## В реслінгу
- Фінішер
  - Big Otto Splash

- Улюблені прийоми
  - Body slam
  - Clothesline
  - Snap Suplex

## Титули і нагороди
- American Wrestling Association
  - AWA World Heavyweight Championship (1 раз)
- Catch Wrestling Association
  - CWA World Heavyweight Championship (4 рази)